# Palaeopsylla mogura
Palaeopsylla mogura är en loppart som beskrevs av Sakaguti et Jameson 1960. Palaeopsylla mogura ingår i släktet Palaeopsylla och familjen mullvadsloppor. Inga underarter finns listade i Catalogue of Life.